# Rhina (Laufenburg)
Rhina (früher hof ze Rine) ist ein Stadtteil der Stadt Laufenburg (Baden) im Landkreis Waldshut in Baden-Württemberg.
Unter den Nationalsozialisten wurde Rhina im November 1933 ein Stadtteil der Stadt Laufenburg (Baden).

## Geografie
Das landeskundliche Informationssystem für Baden-Württemberg beschreibt Rhina als ein „Stadtteil mit Gewerbegebiet“.
Rhina liegt westlich von Laufenburg (Baden). Die Säckinger Straße führt östlich nach Laufenburg (Baden) und westlich nach Murg, die Rhinastraße nördlich nach dem Murger Ortsteil Niederhof.
Durch den Ort fließt der Schreibebach, der direkt in den Rhein mündet.

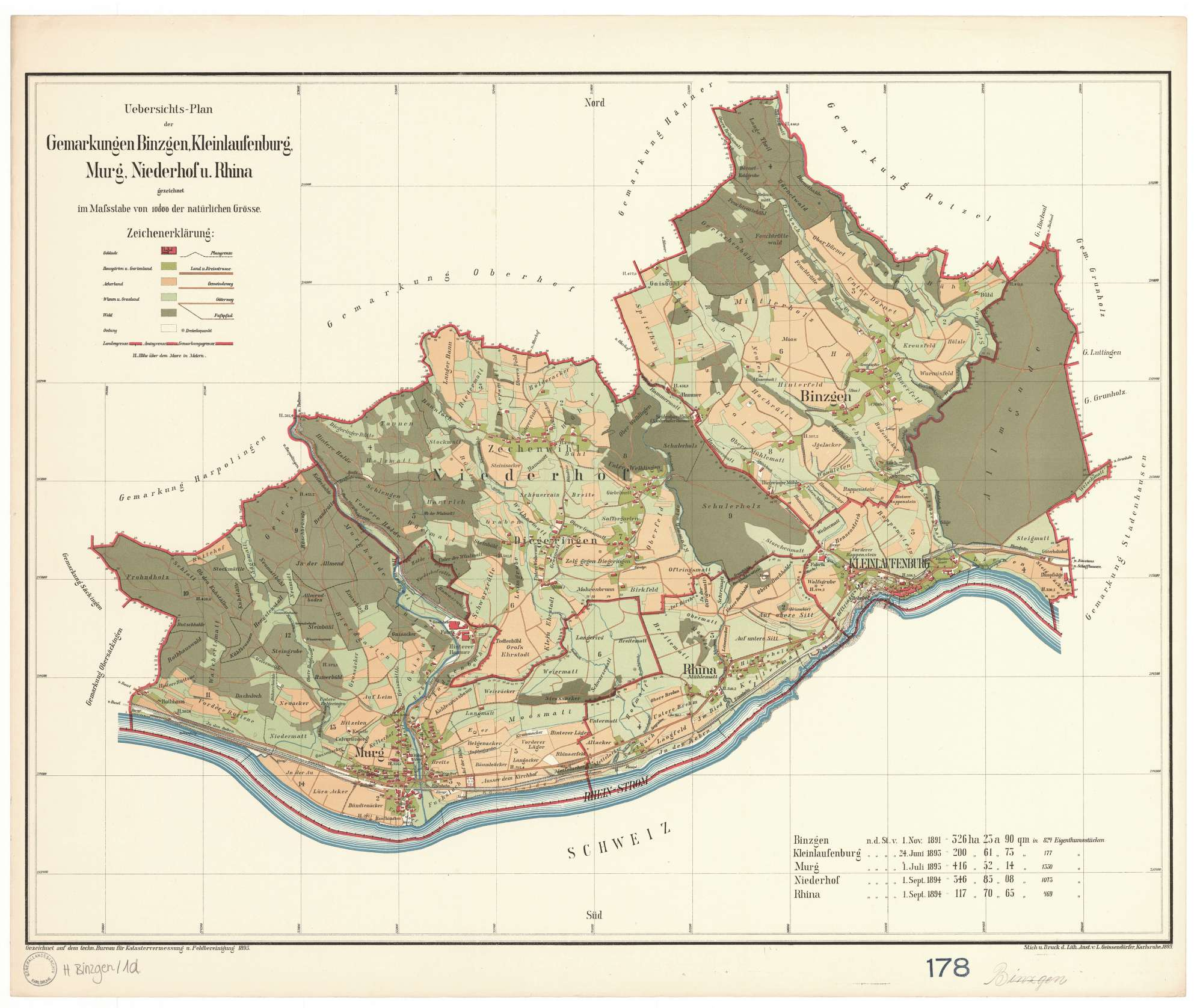
Gemarkung Binzgen, Kleinlaufenburg, Murg, Niederhof und Rhina 1895

## Geschichte
Auf der Oberen Sitt stand von 80 bis 260 n. Chr. ein römischer Gutshof. Der Ort wurde 1281 erstmals unter dem Namen „hof ze Rine“ (= Hof zum Rhein) als Teil der Pfarrei Murg und herrschaftlich des Damenstifts Säckingen erwähnt.

### Ausbausiedlung des frühen Mittelalters
Bis 1335 besaßen hier die Herren von Wieladingen einen Hof. Das Stift Säckingen konnte allem Anschein nach seine Grundherrschaft zur Ortsherrschaft ausbauen. Belehnt damit waren die Herren von Wieladingen, bis sie 1376 das kleine Meieramt dem Stift Säckingen verkauften und ihre Rechte an dieses übergingen. Über das zum Niedergerichtsbezirk des Dinghofes Murg gehörende Rhina standen Österreich die Hochgerichtsbarkeit und landesherrlichen Rechte zu. Der Ort zählte zum Waldvogteiamt (Einung Murg) in der Herrschaft Hauenstein. 

### Geschichte nach 1800
Rhina kam 1805 (siehe Frieden von Pressburg) an Baden bzw. Oberamt Waldshut, 1809 an das Oberamt Laufenburg und 1819 an das Bezirksamt Säckingen.
Nach dem Übergang an das Großherzogtum Baden erlangte der Ort 1833 die politische Selbständigkeit. Die wohlhabende Gemeinde mit rund 500 Einwohnern wurde auf Drängen der Stadt Laufenburg im November 1933 von den Nazis in den Nachbarort eingemeindet. Rhina gehörte bis 1695 zum Sprengel der Kirche in Hochsal, danach zur Pfarrei Murg.
Nach dem Bau des Flusskraftwerks Laufenburg auf Rhinaer Gemarkung siedelt sich auch Industrie in dem Dorf an. Bis heute ist Rhina der Stadtteil mit den meisten industriellen Arbeitsplätzen.

## Kapelle und Religion
In der Mitte des Dorfes steht die römisch-katholische Marienkirche, erbaut 1953/55.

## Sonstiges
Folgendes Videomaterial ist aus der DVD „Zauberhaftes Laufenburg“ bzgl. Rhina vorhanden.